# 饶国梁
饒國樑（1888年—1911年），字作霖，號紹鋒，四川大足縣雲露鄉（今重庆市大足区國樑鎮）人，中國同盟會會員，黃花崗七十二烈士之一。

## 生平
1906年秋，饶国梁进入四川陆军速成学校学习，1909年毕业，任四川新軍65標見習官。期间曾与秦炳、陈得藩等随熊克武参加宜宾起义。1911年，受黄兴派遣来到广州筹备起义。同年4月27日，黃花崗起義爆发，饶国梁负伤被捕，在法堂上，坚强不屈，正义凛然，怒斥敌人：“吾辈不死，国民不生，牛马奴隶，生何荣焉。求仁得仁，死何憾焉。”索取纸笔书写《绝笔书》，备述革命始末，洋洋千言，宣传主义。4月30日牺牲，遗体安葬在广州黄花岗，时年23岁。

## 纪念
1929年，国民政府出资于饶国梁故乡修建了纪念馆，2010年重庆市政府拨专款进行修复，目前为重庆市青少年教育基地。
1942年，国民政府将饶国梁故乡大足县云路乡更名为国梁乡（今国梁镇）。
1986年7月，大足县人民政府在大足北山修建了饶国梁烈士纪念碑，临近北山石刻。

## 家庭
父亲饶树奇，满腹经纶，却屡试不第。
胞兄饶国栋为中国同盟会会员，曾任国民党大竹县党部书记。
胞弟饶国材、胞妹饶国模为中国共产党党员。其中饶国模为红岩村大有农场主人，在抗日战争期间将住房借与中共中央南方局、八路军重庆办事处，在第二次国共内战期间保护了多名中共地下党员，中华人民共和国成立后被选为西南军政委员会监委委员、第二届全国政协委员。